# قطعنامه ۹۹۱ شورای امنیت
قطعنامه ۹۹۱ شورای امنیت سازمان ملل متحد که در تاریخ ۲۸ آوریل ۱۹۹۴ تصویب شد، سندی بین‌المللی دربارهٔ السالوادور است. این قطعنامه طی نشست ۳۵۲۸ام با ۱۵ رای موافق، ۰ مخالف و ۰ ممتنع تصویب شد.